# Temple du Soleil (Pékin)
Pour les articles homonymes, voir Temple du Soleil.
Le temple du Soleil (chinois simplifié : 日坛 ; chinois traditionnel : 日壇 ; pinyin : Rìtán) est un autel dans le district de Chaoyang (à Pékin, capitale de la république populaire de Chine). Il se trouve dans le parc du même nom à Jianguomen. Il fut construit en 1530.
Situé à l'Est de la cité interdite, en dehors des anciennes fortifications de Pékin, il est avec le temple du Ciel au Sud, le temple de la Terre au Nord, et le temple de la Lune, à l'Ouest, tous situés dans des jardins portant leur nom, un des quatre principaux temples de l'aire impériale.

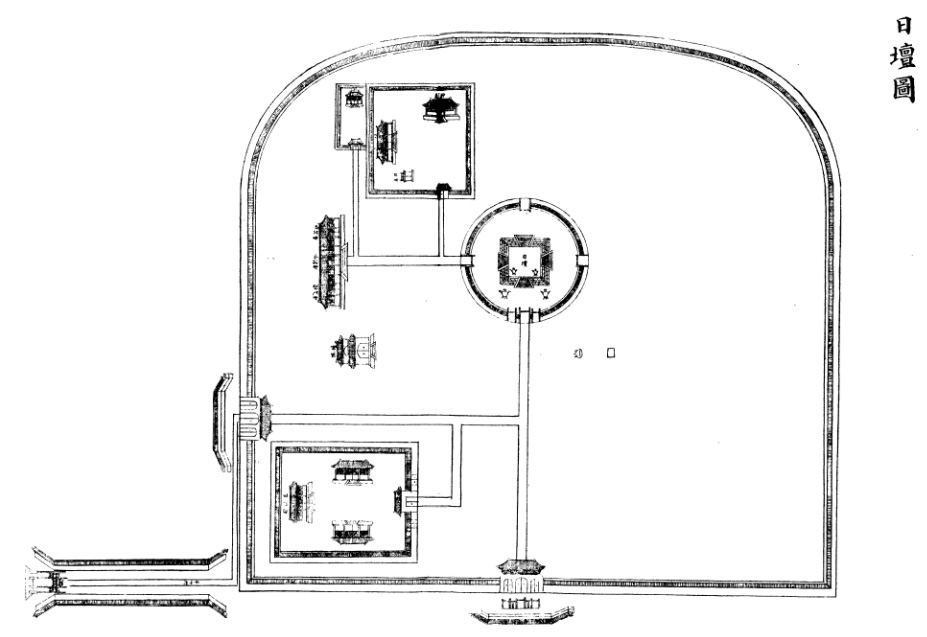
Plan du temple sous la dynastie Qing